# Canton de La Roche-sur-Yon-2
Ne doit pas être confondu avec Canton de La Roche-sur-Yon-Sud.
Pour les articles homonymes, voir Canton de La Roche-sur-Yon (homonymie).
Le canton de La Roche-sur-Yon-2 est une circonscription électorale française située dans le département de la Vendée et la région des Pays de la Loire.
Dans le cadre du redécoupage cantonal de 2014, il est créé par un décret du 17 février 2014 et entre en vigueur à l’occasion des premières élections départementales, le 22 mars 2015.

## Histoire
Le canton de La Roche-sur-Yon-2 est créé par l'article 13 du décret no 2014-169 du 17 février 2014 ; il comprend des communes de l'ancien canton de la Roche-sur-Yon-Sud.

## Représentation
| Période élective | Période élective | Mandat | Mandat           | Identité                  | Nuance | Nuance | Qualité |
| ---------------- | ---------------- | ------ | ---------------- | ------------------------- | ------ | ------ | --- |
| 2 avril 2015     | 2021             | 2015   | 2021             | Sylviane Bulteau          |        | PS     | Assistante sociale Députée, élue dans la 2e circonscription de la Vendée (2012-2017) Conseillère générale, élue dans le canton de la Roche-sur-Yon-Sud (2008-2015)     |
| 2 avril 2015     | 2021             | 2015   | 2020 (démission) | Stéphane Ibarra           |        | PS     | Enseignant Conseiller municipal de La Roche-sur-Yon (depuis 2008) Conseiller régional des Pays-de-la-Loire (depuis 2015) Premier secrétaire fédéral du PS de la Vendée |
| 2 avril 2015     | 2021             | 2020   | 2021             | Jany Guéret               |        | PS     | Ancien ingénieur, conseiller municipal et ancien maire d'Aubigny-les-Clouzeaux                                                                                         |
| 2021             | 2028             | 2021   | en cours         | Christine Rambaud-Bossard |        | DVC    | Première adjointe au maire de La Chaize-le-Vicomte |
| 2021             | 2028             | 2021   | en cours         | Luc Bouard                |        | HOR    | Agriculteur puis cadre dans les assurances, maire de La Roche-sur-Yon depuis 2014, Président de l'Agglomération                                                        |

À l'issue du 1er tour des élections départementales de 2015, deux binômes sont en ballotage : Sylviane Bulteau et Stéphane Ibarra (PS, 35,28 %) et Malik Abdallah et Christine Rambaud-Bossard (Union de la Droite, 22,57 %). Le taux de participation est de 51,54 % (15 246 votants sur 29 579 inscrits) contre 52,59 % au niveau départemental et 50,17 % au niveau national.
Au second tour, Sylviane Bulteau et Stéphane Ibarra (PS) sont élus avec 54,18 % des suffrages exprimés et un taux de participation de 49,57 % (7 336 voix pour 14 662 votants et 29 579 inscrits).
Luc Bouard a quitté LR en juin 2019. Il a soutenu Emmanuel Macron en 2017. Il est délégué régional du parti Horizons depuis début 2022.

## Composition
Lors du redécoupage de 2014, le canton comprenait quatre communes entières et une fraction.
À la suite de la création de la commune nouvelle d'Aubigny-Les Clouzeaux au 1er janvier 2016, le canton comprend désormais trois communes entières et une fraction.
| Nom                                      | Code Insee | Intercommunalité                    | Superficie (km2) | Population (dernière pop. légale) | Densité (hab./km2) | Modifier                                    |
| ---------------------------------------- | ---------- | ----------------------------------- | ---------------- | --------------------------------- | ------------------ | ------------------------------------------- |
| La Roche-sur-Yon (bureau centralisateur) | 85191      | CA La Roche-sur-Yon - Agglomération | 87,52            | 54 699 (2022)                     | 625                | modifier les données · modifier les données |
| Aubigny-Les Clouzeaux                    | 85008      | CA La Roche-sur-Yon - Agglomération | 52,28            | 7 129 (2022)                      | 136                | modifier les données · modifier les données |
| La Chaize-le-Vicomte                     | 85046      | CA La Roche-sur-Yon - Agglomération | 49,51            | 3 883 (2022)                      | 78                 | modifier les données · modifier les données |
| Nesmy                                    | 85160      | CA La Roche-sur-Yon - Agglomération | 24,52            | 3 056 (2022)                      | 125                | modifier les données · modifier les données |
| Canton de La Roche-sur-Yon-2             | 8513       |                                     |                  | 42 777 (2022)                     |                    | modifier les données                        |

### Intercommunalité
Le canton de la Roche-sur-Yon-2 recouvre une partie de La Roche-sur-Yon-Agglomération (trois communes et la partie méridionale de La Roche-sur-Yon).

## Démographie
En 2022, le canton comptait 42 777 habitants, en évolution de +3,22 % par rapport à 2016 (Vendée : +5,33 %, France hors Mayotte : +2,11 %).
| 2013   | 2018   | 2022   |
| ------ | ------ | ------ |
| 40 253 | 42 364 | 42 777 |